# Calceolaria rubiginosa
Calceolaria rubiginosa là một loài thực vật có hoa trong họ Calceolariaceae. Loài này được Ehrh. mô tả khoa học đầu tiên năm 2005.